# سيف أباد (إقليد)
سيف أباد (بالفارسية: سیف‌آباد) هي قرية تقع في البلدة المركزية في إيران. يقدر عدد سكانها بـ 128 نسمة .